# كورتونوتيدي
كورتونوتيدي(الإسم العلمي: Curtonotidae)، هي فصيلة صغيرة من فصائل الحشرات من ذوات الجناحين تتبع فيلق إفيدرويديا من رُتبة ذوات الجناحين، عُثر على الكثير منها في المناطق الاستوائية في أفريقيا وما زال هناك الكثير من الأنواع منها لم يتم وصفها حتى الآن. تحتوي حتى الآن على أكثر من 40 نوع في 4 أجناس.